# Miramella alpina
Miramella alpina är en insektsart som först beskrevs av Vincenz Kollar 1833.  Miramella alpina ingår i släktet Miramella och familjen gräshoppor.

## Underarter
Arten delas in i följande underarter:
- M. a. subalpina
- M. a. alpina

## Bildgalleri

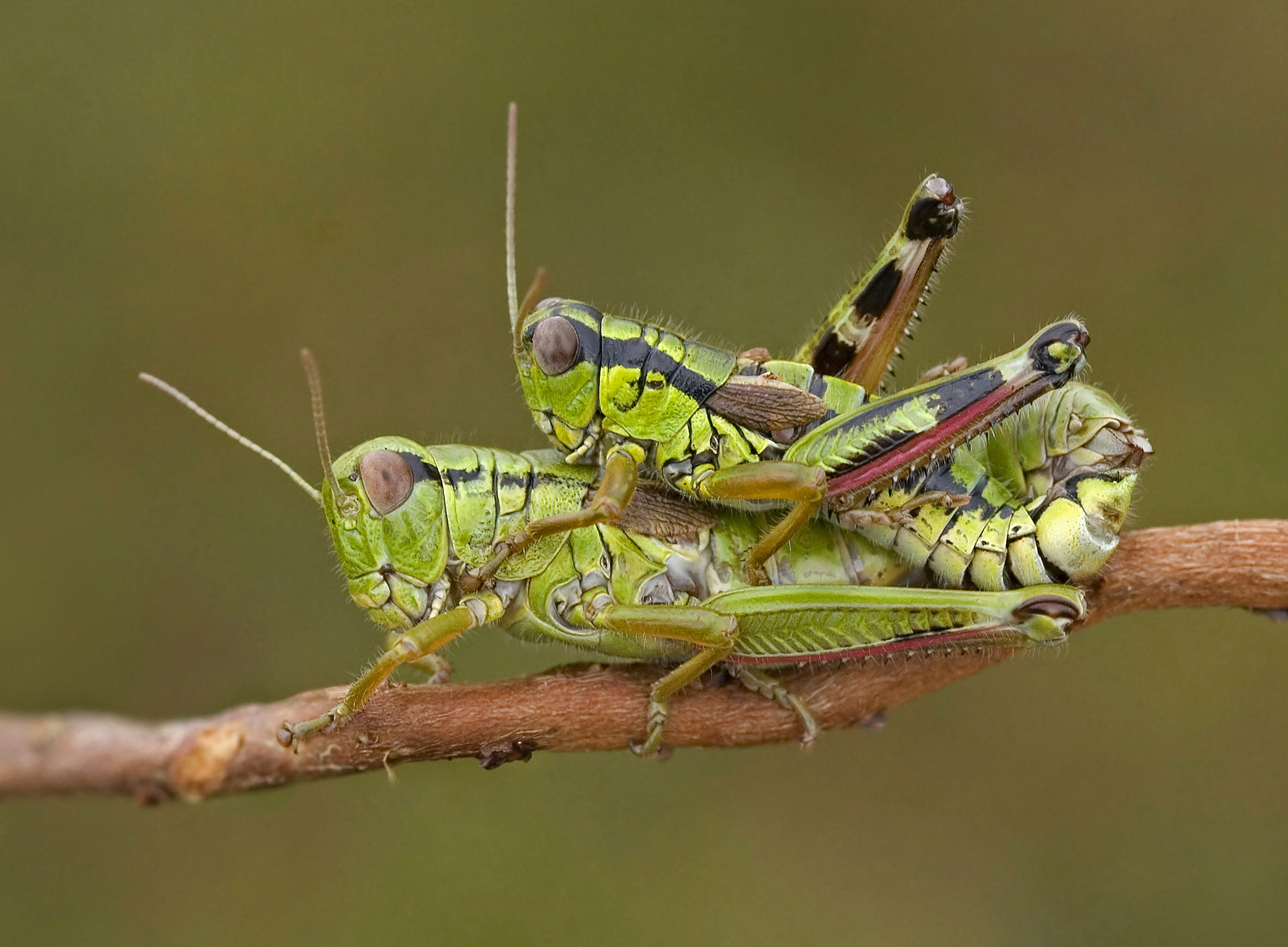
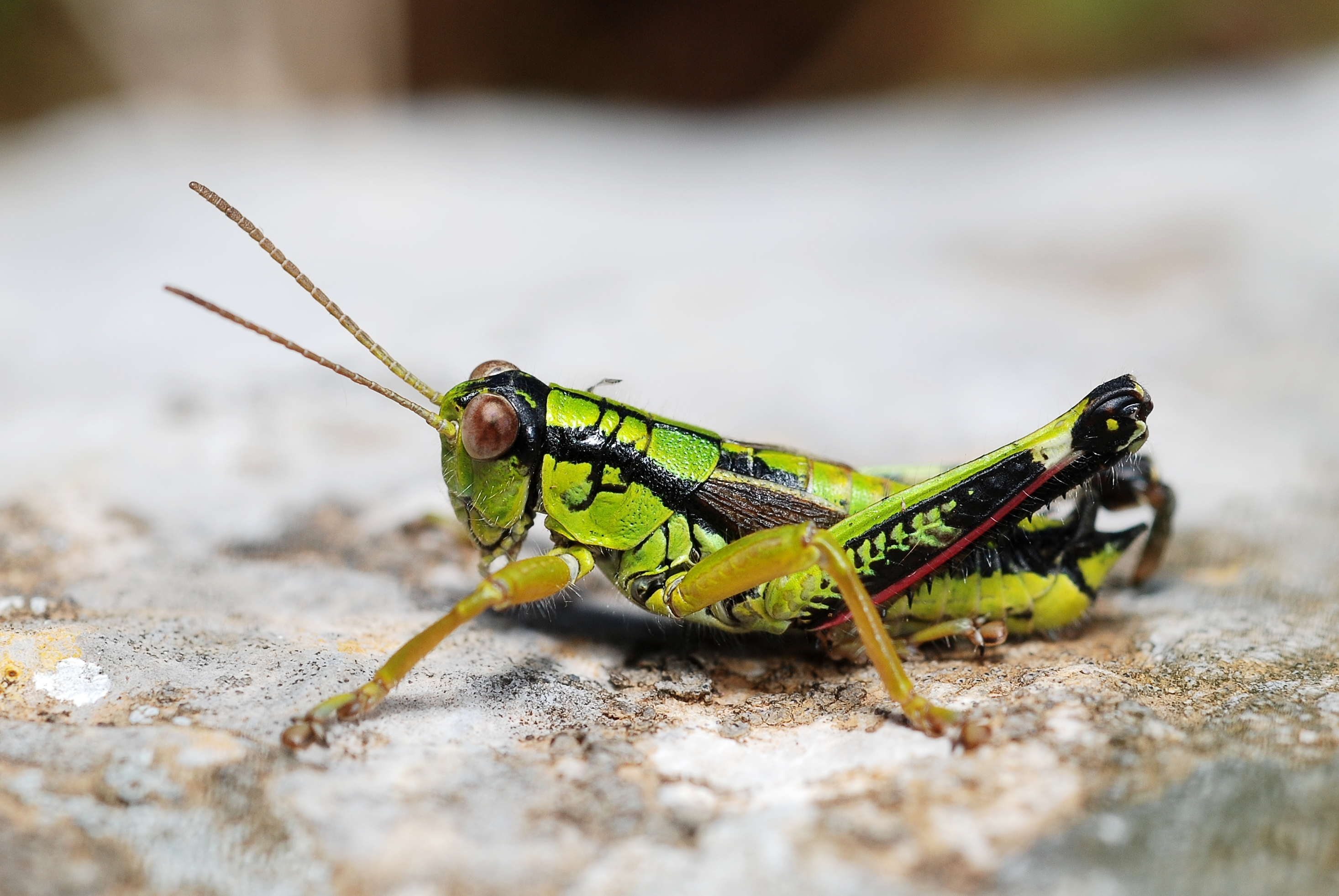
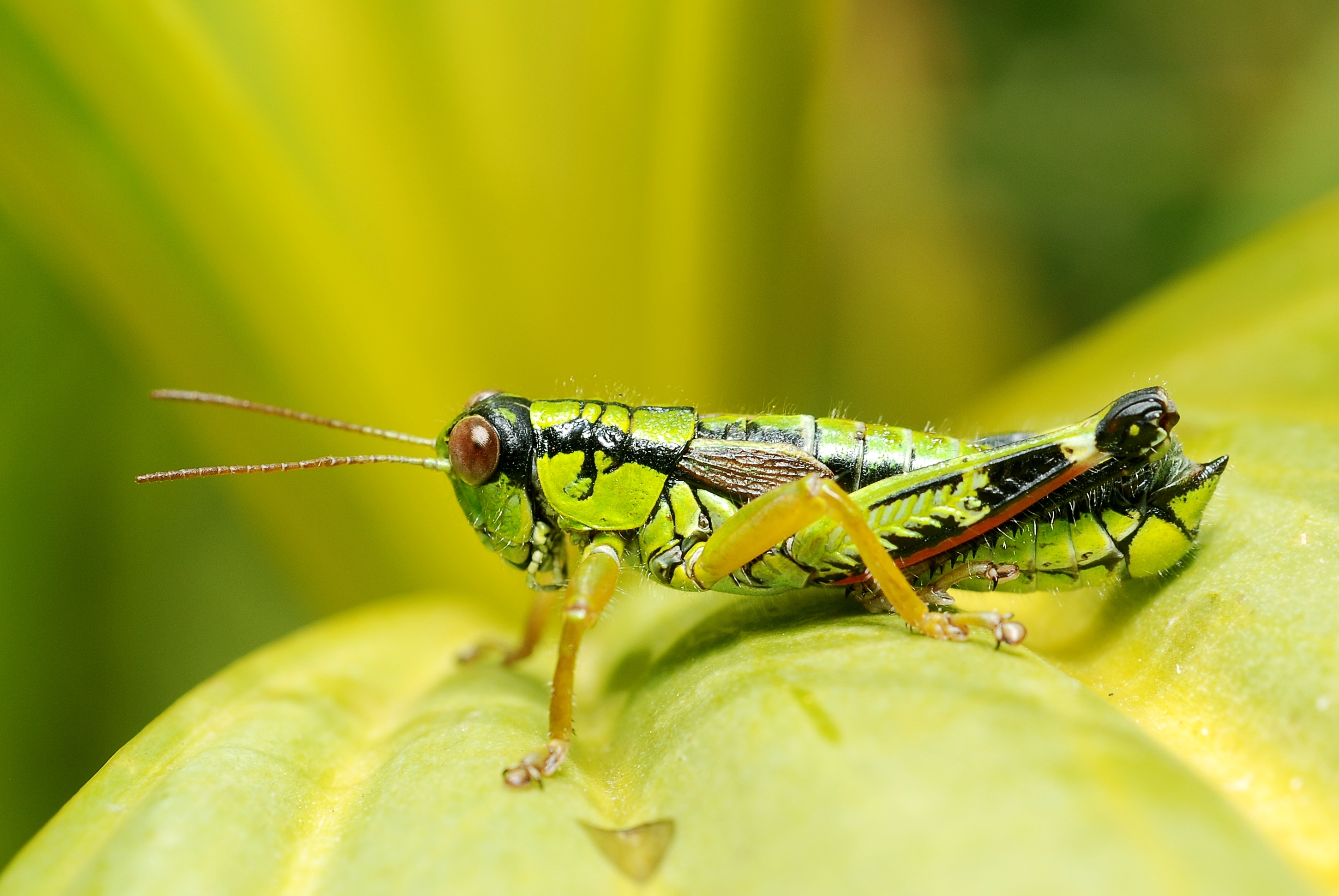
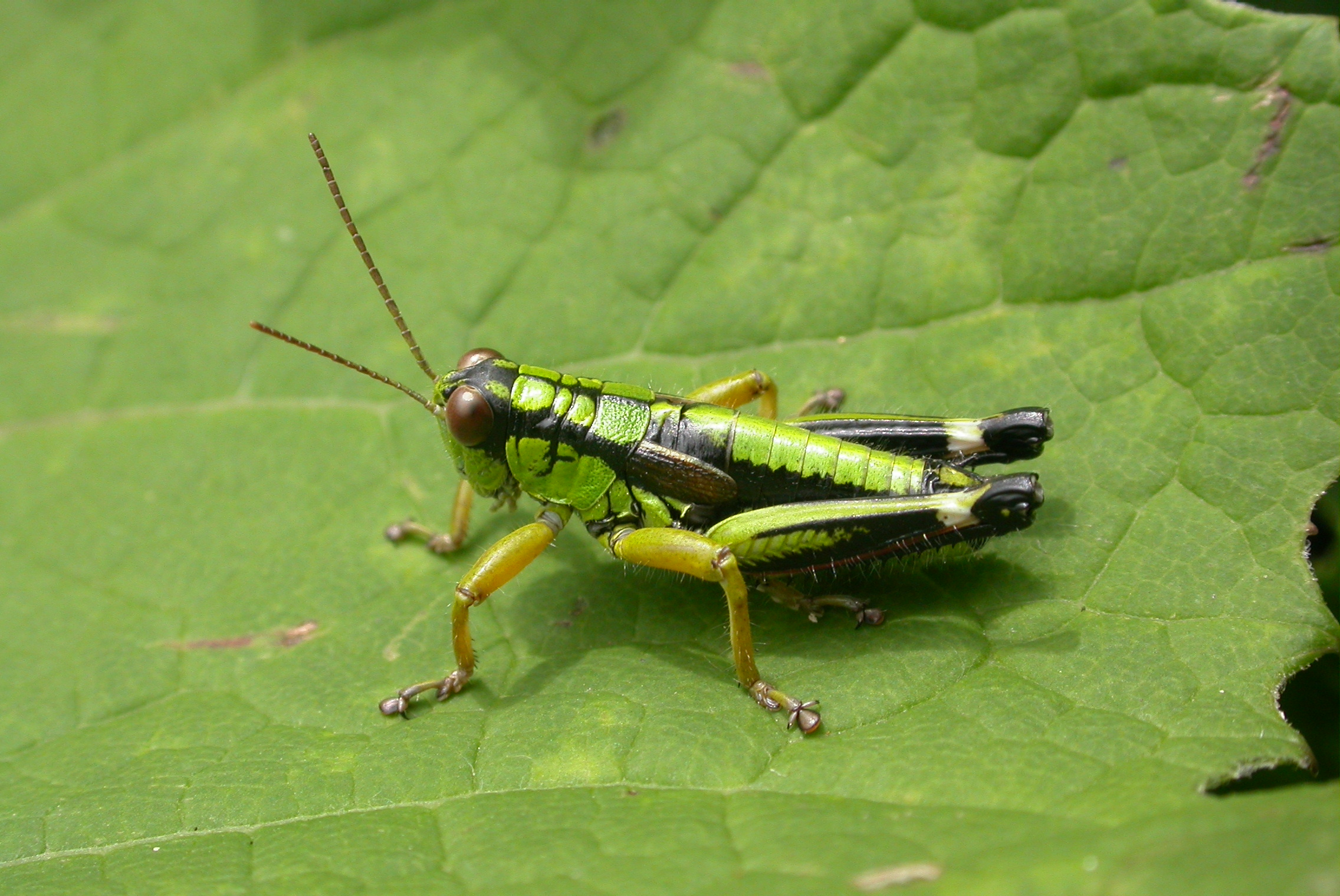
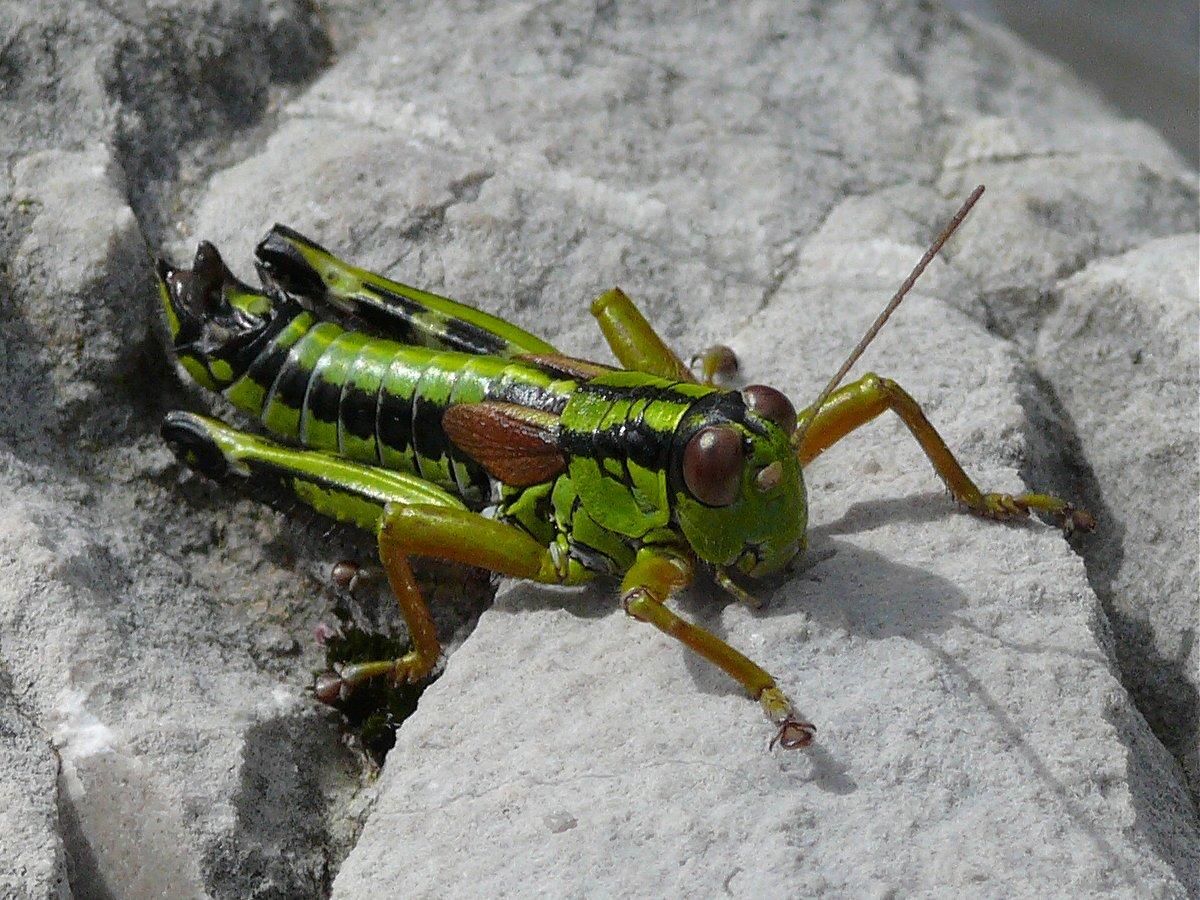
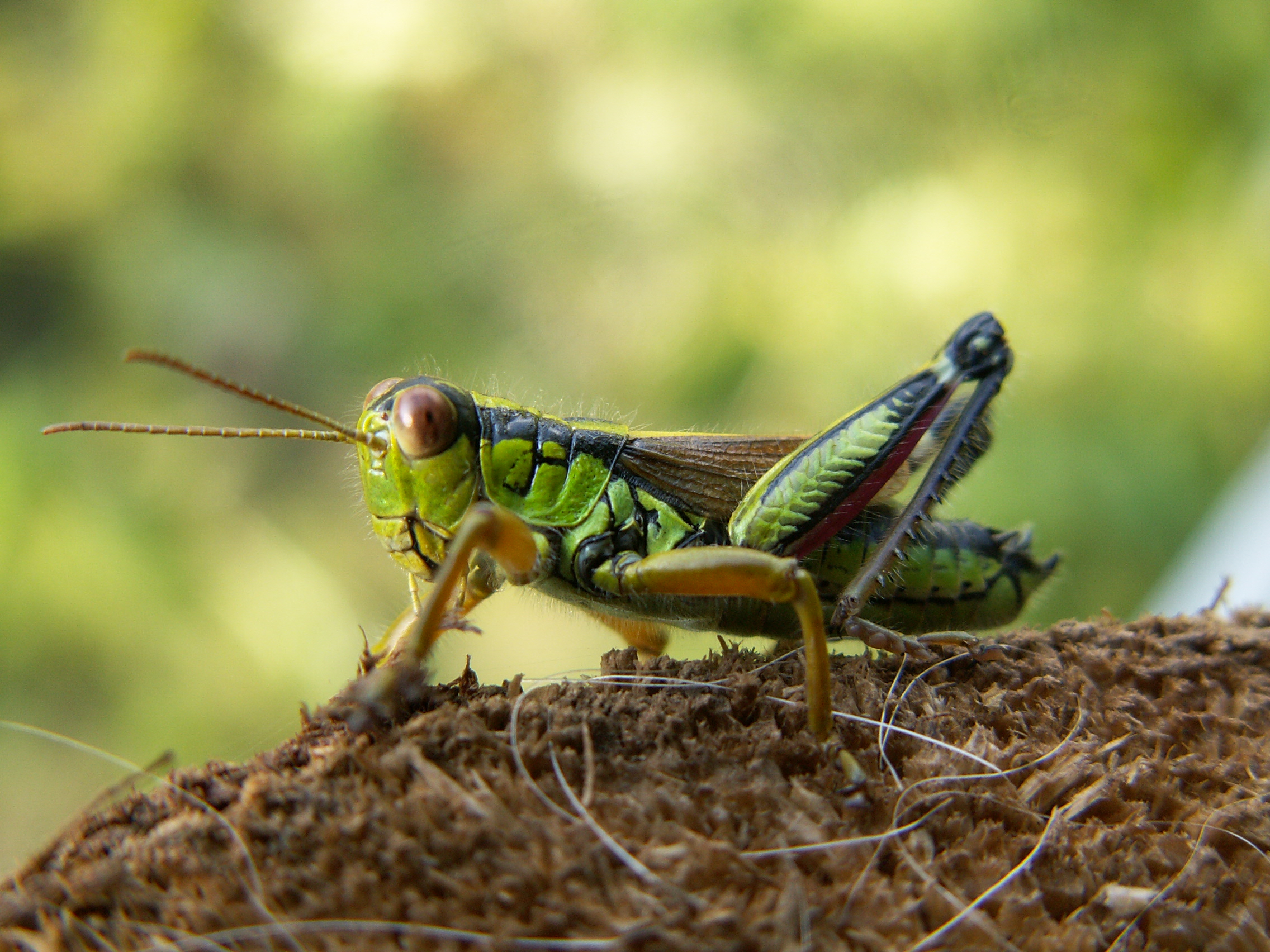